# Ron Guidry
Ronald Ames „Ron“ Guidry (* 28. August 1950 in Lafayette, Louisiana) ist ein ehemaliger US-amerikanischer Baseballspieler in der Major League Baseball. Seine Spitznamen sind Louisiana Lightning oder Gator.

## Biografie
Ron Guidry verbrachte seine insgesamt 14 Spielzeiten in der Major League alle im Trikot der New York Yankees. Der linkshändige Pitcher errang dabei dreimal über 20 Siege, aber in bester Erinnerung ist er durch die Saison 1978. Guidry erzielte 25 Siege bei nur drei Niederlagen, hatte einen ERA von 1,74, warf neun Shutouts und kam auf insgesamt 248 Strikeouts. Aufgrund dieser Leistungen erhielt er auch den Cy Young Award der American League und wurde hinter Jim Rice von den Boston Red Sox zweiter bei der Wahl des MVP. Am 17. Juni 1978 gelangen ihm 18 Strikeouts in einem einzelnen Spiel gegen die California Angels. Auch das Entscheidungsspiel gegen die Red Sox am 2. Oktober beendete Guidry als der siegreiche Pitcher. In diesem Jahr wurde Guidry mit der Sportler des Jahres-Auszeichnung von Associated Press geehrt.
Mit den Yankees gewann Guidry zwei World-Series-Titel in den Jahren 1977 und 1978. Von 1982 bis 1986 gewann er fünfmal den Gold Glove Award. Allerdings stellten sich seit 1981 Probleme an seinem Wurfarm ein, die sein Leistungspotenzial deutlich minderten. Er unterzog sich nach der Saison 1988 einer Schulteroperation, versuchte ein Comeback über die Minor Leagues, allerdings ohne Erfolg. So beendete Guidry am 12. Juli 1989 seine Spielerkarriere.
Am 23. August 2003 errichteten die Yankees eine Plakette im Monument Park für Guidry und vergeben seine Nummer 49 nicht mehr. Ab der Saison 2006 ist er als Pitching Coach bei den Yankees angestellt.